# Безек-Дембінський
Безек-Дембінський (пол. Bezek Dębiński) — село в Польщі, у гміні Селище Холмського повіту Люблінського воєводства.
Населення — 105 осіб (2011).
У 1975-1998 роках село належало до Холмського воєводства.

## Демографія
Демографічна структура станом на 31 березня 2011 року:
|          | Загалом | Допрацездатний вік | Працездатний вік | Постпрацездатний вік |
| -------- | ------- | ------------------ | ---------------- | -------------------- |
| Чоловіки | 52      | 18                 | 30               | 4                    |
| Жінки    | 53      | 14                 | 25               | 14                   |
| Разом    | 105     | 32                 | 55               | 18                   |